# 中国维斯螺
中国维斯螺（学名：Vexitomina chinensis），是新腹足目卷管螺科Vexitomina属的一种。主要分布于中国大陆，常栖息在潮下带。